# جورج باركر وينشيب
جورج باركر وينشيب (بالإنجليزية: George Parker Winship)‏ هو أمين مكتبة ومؤرخ أمريكي، ولد في 29 يوليو 1871، وتوفي في 22 يونيو 1952.